# Maja Pogorevc
Maja Pogorevc (* 31. Juli 1996 in Slovenj Gradec) ist eine slowenische Leichtathletin, die sich auf den 400-Meter-Lauf spezialisiert hat.

## Sportliche Laufbahn
Erste internationale Erfahrungen sammelte Maja Pogorevc im Jahr 2013, als sie bei den Jugendweltmeisterschaften in Donezk mit 55,80 s in der ersten Runde über 400 Meter ausschied und auch mit der slowenischen Sprintstaffel (1000 Meter) mit 2:14,09 min den Finaleinzug verpasste. Im Jahr darauf schied sie bei den Juniorenweltmeisterschaften in Eugene mit 54,64 s im Halbfinale über 400 Meter aus, während sie im 200-Meter-Lauf mit 24,65 s im Vorlauf scheiterte. Auch in der 4-mal-400-Meter-Staffel kam sie mit 3:42,91 min nicht über die Vorrunde hinaus. 2015 wurde sie bei den Junioreneuropameisterschaften in Eskilstuna über 200 Meter im Vorlauf disqualifiziert und belegte über 400 Meter in 53,76 s den vierten Platz. Zudem erreichte sie im Staffelbewerb in 3:46,30 min Rang acht. 2017 schied sie bei den U23-Europameisterschaften in Bydgoszcz mit 54,59 s in der ersten Runde aus und im Jahr darauf wurde sie bei den U23-Mittelmeermeisterschaften in Jesolo in 55,61 s Siebte. Anschließend klassierte sie sich bei den Balkan-Meisterschaften in Stara Sagora mit 54,39 s auf dem fünften Platz im C-Lauf und belegte in der 4-mal-100-Meter-Staffel nach 46,64 s Rang sechs. 2020 wurde sie bei den Balkan-Hallenmeisterschaften in Istanbul in 55,68 s Zweite im C-Lauf und im Jahr darauf erreichte sie bei den Balkan-Hallenmeisterschaften ebendort nach 55,42 s Rang sieben und gewann in der 4-mal-400-Meter-Staffel in 3:41,50 min die Bronzemedaille und stellte damit einen neuen Landesrekord auf. Ende Juni belegte sie bei den Freiluftmeisterschaften in Smederevo in 53,97 s den fünften Platz über 400 m und siegte in 3:33,99 min im Staffelbewerb. Im Jahr darauf gewann sie bei den Mittelmeerspielen in Oran in 3:31,51 min die Silbermedaille mit der Staffel hinter dem italienischen Team. Anschließend schied sie bei den Europameisterschaften in München mit 3:31,57 min im Vorlauf aus. 
2024 belegte sie bei den Balkan-Meisterschaften in Izmir in 53,50 s den sechsten Platz über 400 Meter und gewann mit der 4-mal-400-Meter-Staffel in 3:36,93 min die Bronzemedaille hinter den Teams aus der Ukraine und Kroatien. Im Jahr darauf siegte sie mit der Staffel in 3:39,14 min bei den Balkan-Hallenmeisterschaften in Belgrad.
In den Jahren 2014, 2015 und 2022 wurde Pogorevc slowenische Meisterin im 400-Meter-Lauf im Freiens sowie 2020 und 2021 in der Halle. 2021 wurde sie slowenische Meisterin in der 4-mal-100-Meter-Staffel. Zudem siegte sie 2020 und 2022 in der Halle auch über 200 Meter sowie 2021 und 2022 in der 4-mal-400-Meter-Staffel.

## Persönliche Bestleistungen
- 200 Meter: 24,12 s (−0,1 m/s), 1. Juli 2015 in Velenje
  - 200 Meter (Halle): 24,54 s, 20. Februar 2022 in Novo Mesto
- 400 Meter: 53,47 s, 1. Juli 2021 in Velenje
  - 400 Meter (Halle): 54,59 s, 25. Februar 2017 in Albuquerque